# Сверре Лекен
Сверре Лекен (норв. Sverre Løken, 27 липня 1960) — норвезький академічний веслувальник.
Бронзовий призер Олімпійських Ігор 1984 року в складі розпашної двійки без стернового.
Чемпіон світу 1982 року в складі розпашної двійки без стернового.